# Сан-Состене
Сан-Состене (итал. San Sostene) — коммуна в Италии, располагается в регионе Калабрия, подчиняется административному центру Катандзаро.
Население составляет 1114 человека, плотность населения составляет 36 чел./км². Занимает площадь 31 км². Почтовый индекс — 88060. Телефонный код — 0967.
Покровителем коммуны почитается святой Состений Халкидонский, празднование 10 сентября.